# Nesogalepsus hova
Nesogalepsus hova är en bönsyrseart som beskrevs av Henri Saussure och Leo Zehntner 1895. Nesogalepsus hova ingår i släktet Nesogalepsus och familjen Tarachodidae. Inga underarter finns listade i Catalogue of Life.